# Alicja Zając
Alicja Maria Zając z domu Sołtys (ur. 26 czerwca 1953 we Wrocławiu) – polska polityk, działaczka społeczna i samorządowiec, senator VII, VIII, IX, X i XI kadencji.

## Życiorys
Ukończyła I Liceum Ogólnokształcące im. Króla Stanisława Leszczyńskiego w Jaśle, a w 1977 studia z zakresu biologii na Uniwersytecie Wrocławskim. Do 1995 pracowała w różnych instytucjach z zakresu ochrony środowiska. Działa w Polskim Czerwonym Krzyżu, w 2005 została prezesem zarządu okręgowego PCK w Rzeszowie.
Była członkinią Zjednoczenia Chrześcijańsko-Narodowego, kierowała sądem partyjnym tego ugrupowania. W wyborach w 2006 z listy Prawa i Sprawiedliwości uzyskała mandat radnej powiatu jasielskiego, następnie objęła funkcję przewodniczącej rady powiatu.
W 2010 po śmierci Stanisława Zająca, jej męża i senatora, w katastrofie lotniczej w Smoleńsku, została zgłoszona przez PiS jako kandydatka tej partii w wyborach uzupełniających do Senatu w okręgu krośnieńskim, rozpisanych na dzień 20 czerwca. Została jedyną zgłoszoną pretendentką do mandatu dotąd wykonywanego przez jej męża.
W wyborach otrzymała 269 928 głosów i uzyskała mandat senatora. Ślubowanie złożyła 2 lipca 2010, w Senacie przystąpiła do Komisji Środowiska. W wyborach w 2011 z powodzeniem ubiegała się o reelekcję w okręgu nr 57. W wyborach do Parlamentu Europejskiego w 2014 startowała z listy Prawa i Sprawiedliwości w okręgu nr 9 w Rzeszowie i nie uzyskała mandatu eurodeputowanej, zdobywając 19 670 głosów. W wyborach w 2015, 2019 i 2023 była natomiast ponownie wybierana do izby wyższej polskiego parlamentu.

## Wyniki w wyborach ogólnopolskich
| Wybory | Komitet wyborczy                   | Komitet wyborczy       | Organ              | Okręg            | Wynik             |
| ------ | ---------------------------------- | ---------------------- | ------------------ | ---------------- | ----------------- |
| 2010   |                                    | Prawo i Sprawiedliwość | Senat VII kadencji | nr 21            | 269 928 (100,00%) |
| 2011   | Senat VIII kadencji                | Prawo i Sprawiedliwość | nr 57              | 63 552 (53,71%)  |                   |
| 2014   | Parlament Europejski VIII kadencji | Prawo i Sprawiedliwość | nr 9               | 19 670 (4,94%)   |                   |
| 2015   | Senat IX kadencji                  | Prawo i Sprawiedliwość | nr 57              | 77 101 (49,18%)  |                   |
| 2019   | Senat X kadencji                   | Prawo i Sprawiedliwość | nr 57              | 100 300 (65,49%) |                   |
| 2023   | Senat XI kadencji                  | Prawo i Sprawiedliwość | nr 57              | 98 783 (56,72%)  |                   |

## Odznaczenia i wyróżnienia
W 2004 odznaczona Srebrnym Krzyżem Zasługi. Uhonorowana także m.in. Odznaką Honorową Polskiego Czerwonego Krzyża I i II stopnia, Srebrną Odznaką honorową „Za Zasługi dla Ochrony Środowiska i Gospodarki Wodnej” oraz Złotą (2014) i Srebrną (2007) Odznaką Honorową PZM.

## Życie prywatne
Córka Józefa i Anny. Wdowa po senatorze Stanisławie Zającu, zmarłym 10 kwietnia 2010 w katastrofie lotniczej w Smoleńsku. Ma dwoje dzieci: syna Wojciecha i córkę Agnieszkę.